# Ильяшенко, Николай Алексеевич
Ильяшенко Николай Алексеевич (1861 г., Черкасск или Черкассы, Киевской губернии — после апреля 1917 г.) — российский журналист правого направления, редактор и издатель, политический и общественный деятель.

## Происхождение, молодые годы
Н. А. Ильяшенко родился в православной русской дворянской семье. Известно имя его отца — Алексей Павлович Ильяшенко (в начале 1880-х гг. проживал в Киеве), и сестры — Любовь Алексеевна Ильяшенко (в замужестве — Мирецкая) (в начале 1880-х гг., вместе с мужем — полковником Мирецким, проживала в Санкт-Петербурге).
Н. А. Ильяшенко получил образование в Киевской гимназии, затем учился в Императорском Киевском Университете Святого Владимира. В молодости увлекался революционными идеями, но со временем стал убеждённым консерватором.
В июне 1880 г. по распоряжению Киевского, Подольского и Волынского генерал-губернатора, «за явную принадлежность его к преступному сообществу», Н. А. Ильяшенко был выслан на жительство под надзор полиции из города Киева в Вятскую губернию. В октябре 1881 г., в соответствии с удовлетворённым министром внутренних дел ходатайством, «для излечения болезни» (по другим сведениям также — для поступления в Императорский Казанский Университет) он был переведён из города Яранска Вятской губернии в город Казань, где до января 1884 г. состоял под гласным, а затем ещё год — под негласным надзором полиции.
Первоначально Н. А. Ильяшенко проживал в Казани «без всяких занятий» и, по сведениям Казанского полицмейстера, старался «сводить знакомство более с учащеюся молодёжью крайне неблагонадёжной в политическом отношении», за что в июле 1882 г. Казанский губернатор распорядился перевести его под гласный надзор полиции в город Царевококшайск Казанской губернии, но Н. А. Ильяшенко всё же был оставлен в Казани.

## Первые шаги в журналистике, редакторской и издательской деятельности
В это время Н. А. Ильяшенко близко сошёлся в Казани с издателями и редакторами местной общественной, политической, литературной и коммерческой газеты «Казанский Биржевой Листок» С. А. Гисси и Д. А. Соколовским, что во многом предопределило его дальнейшую судьбу. В 1882 г. он начал свою журналистскую деятельность с публикаций в этой газете под различными псевдонимами фельетонов и заметок на общие социальные и городские темы. Известно, что в разное время Н. А. Ильяшенко публиковался под журналистскими псевдонимами: «Дон Базилио», «Н. А.А.», «Н. А.И.», «Н.-А.-И-о», «Н. А.Н.», «Н.-А.-Н.», а также, предположительно, «Н. А. Яранский», «Сэр Джордж» и «С.-Джордж».
В последующие годы, согласно отчётам Казанского полицмейстера, его политическое поведение стало «безукоризненным», в результате чего Н. А. Ильяшенко был освобождён от надзора полиции, «как человек, одобренный в поведении и незамеченный во время проживания в Казани ни в чём предосудительном» (но с воспрещением проживания в Киеве). Однако революционное прошлое всё же сказалось на его дальнейшей карьере, что нашло своё выражение в осторожном отношении властей к занятию Н. А. Ильяшенко издательских и редакторских должностей.
В 1885 г. Н. А. Ильяшенко стал соиздателем и вторым редактором, а в апреле 1886 г. — редактором «Казанского Биржевого Листка». В том же 1886 г. им, С. А. Гисси и А. В. Пальчинской «была приобретена и устроена в Казани типография». К маю 1889 г., выкупив паи своих компаньонов, Н. А. Ильяшенко сделался единственным её владельцем, но узаконил свои права на типографию лишь в сентябре 1889 г. В то же время Н. А. Ильяшенко оказался втянут в череду судебных конфликтов со своим бывшим соиздателем С. А. Гисси, ставших заметным препятствием на пути реализации его издательских планов.
В 1890 г. Н. А. Ильяшенко приобрёл у А. Т. Соловьёва — будущего председателя Совета Казанского отдела «Русского Собрания» (КОРС) — газету «Справочный Листок». Он изменил её название на «Казанские Вести» и перепрофилировал издание в ежедневную газету универсального содержания: № 1 «Казанских Вестей» вышел 11 (23) декабря 1890 г., однако вскоре из-за судебной тяжбы с С. А. Гисси, по собственному признанию Н. А. Ильяшенко, он «только с грехом пополам» смог довести её издание до конца подписного 1892 г.
В мае 1892 г. Н. А. Ильяшенко продал свою типографию "Товариществу «А. А. Печёнкин и Ко», оставшись её арендатором. В конце 1892 г. С. А. Гисси предложил Н. А. Ильяшенко выкупить права на издание газеты, но из-за завышенных финансовых притязаний тот отказался от этого предложения.

## Во главе «Казанского Телеграфа»

### С чистого листа
В феврале 1893 г. Н. А. Ильяшенко возбудил ходатайство о разрешении издавать в Казани новую общественную, политическую, литературную и коммерческую газету «Казанский Телеграф», программа которой (включавшая в себя 14 разделов) была утверждена министром внутренних дел 13 (25) марта 1893 г. Н. А. Ильяшенко стал редактором газеты, а его жена — А. Г. Ильяшенко — её издательницей (однако на практике издательские обязанности выполнял, главным образом, сам Н. А. Ильяшенко).
За короткое время Н. А. Ильяшенко удалось превратить её в многотиражное, конкурентоспособное издание лояльной властям направленности, провозгласившее своим основным принципом полную аполитичность. В значительной мере успешности нового издания способствовала и его женитьба на А. Г. Ильяшенко (в девичестве — Парамоновой) — дочери первого директора Казанского учительского института Е.(Г.) И. Парамонова, позволившая Н. А. Ильяшенко выправить своё материальное положение, а также — благосклонное отношение к направлению «Казанского Телеграфа» со стороны губернских властей (и, в первую очередь, Казанского губернатора П. А. Полторацкого).
В 1894 г. в семье Н. А. и А. Г. Ильяшенко родилась дочь Нина.

### Нереализованные и временные проекты
В последующие годы Н. А. Ильяшенко, совместно с супругой, неоднократно предпринимал попытки реализовать и другие издательские проекты, которые, однако, не возымели успеха.
В декабре 1898 г. было получено разрешение на издание в Казани «Биржевой и сельскохозяйственной газеты Волжско-Камского края» экономической направленности. Первоначально газету предполагалось выпускать от 2 до 5 раз в неделю, но на практике увидели свет лишь четыре её номера — по одному в 1900—1902 гг. и 1904 г.
В 1903 г. А. Г. Ильяшенко возбудила ходатайство о разрешении издавать под редакторством мужа газету «Телеграф для мусульман» на татарском языке, в которой планировалось публиковать сведения из «Казанского Телеграфа», но эта идея не нашла понимания у властей.
В июле 1908 Н. А. Ильяшенко обратился к Казанскому губернатору М. В. Стрижевскому с прошением о разрешении издания в Казани под его ответственным редакторством ежедневной газеты «Волжский Телеграф», дублировавшей программу «Казанского Телеграфа». Свидетельство на издание газеты было вскоре получено, но ни один её номер по неустановленным причинам так и не вышел.
Кроме того, с 15 (28) мая по 31 августа (13 сентября) 1909 г. под редакцией Н. А. Ильяшенко издавалось специализированное временное издание Казанской губернской земской управы «Вестник Казанской международной выставки» (увидело свет 89 номеров).

### «Казанский Рошфор»
Собственной специализацией Н. А. Ильяшенко, как журналиста, был так называемый «воскресный фельетон», которому, несмотря на видимую лёгкость жанра, он часто придавал острое социальное звучание. Современники отмечали высокие журналистские и редакторские качества Н. А. Ильяшенко, не, забывая при этом указывать и на его недостатки, главным из которых считали перемену в его политических взглядах.
Известный литературный критик П. П. Перцов вспоминал:
Этот Ильяшенко был бесспорно самой колоритной фигурой казанской прессы. «Казанский Рошфор», как его звали в городе (в провинции любили тогда такие уподобления), он напоминал парижский прототип отчасти уже типичной наружностью журналиста - в тёмном пенсне, с длинной, но легкомысленной бородой, и ещё более своим хлёстким пером и своей беспринципностью. Когда-то попавший в Казанскую губернию с Украины по политическим обстоятельствам, он с годами «остепенился» и занимал благоразумно-нейтральную позицию, дружа больше с городскими воротилами. Позднее, после 1905 г., когда, с лёгкой руки  [А.И.]Дубровина, появился спрос на «истинно-русский» журнализм, Ильяшенко, вполне подобно Рошфору, перешёл на «правое» амплуа».
Помимо опытных журналистов, Н. А. Ильяшенко привлекал к работе в «Казанском Телеграфе» молодых, начинающих авторов, среди которых было немало студентов Императорского Казанского Университета.

### Рупор казанских монархистов
Благодаря Н. А. Ильяшенко в 1905 г. «Казанский Телеграф» перешёл от политики лояльного нейтралитета к открытой поддержке консервативных и умеренно-монархических сил.
По причине остроты и бескомпромиссности многих из публиковавшихся в нём материалов Н. А. Ильяшенко постоянно подвергался преследованиям по суду, в том числе — инициировавшимся исками его политических оппонентов. Так, в 1906 г. казанские кадеты И. И. Бабушкин и Г. Г. Тельберг организовали против Н. А. Ильяшенко уголовное дело за призыв к возбуждению вражды одной части населения Казани против другой, который был усмотрен ими в публикации с предложением о создании под контролем властей вооружённых «царских дружин» для самозащиты населения от революционеров. Обвинение в адрес Н. А. Ильяшенко вызвало негодование КОРС, направившего прокурору заявление с просьбой, в случае привлечения Н. А. Ильяшенко к ответственности, «привлечь к ответственности и их, так как они вполне сочувствуют предложенной Ильяшенко законной борьбе с грабителями».
В июне 1906 г. Н. А. Ильяшенко был приговорён Казанским окружным судом к штрафу в размере ста рублей (а при несостоятельности — «к аресту при тюрьме» на 10 дней), но вскоре Судебная Палата, рассмотрев апелляционный отзыв Н. А. Ильяшенко, отменила этот приговор и признала его невиновным.
Столь же громкие уголовные разбирательства с политической подоплёкой в отношении Н. А. Ильяшенко (по искам профессора В. В. Ивановского и профессора Е. Ф. Будде), закончившиеся обвинительными приговорами, имели место в 1910—1911 гг. При этом особое возмущение местной правой общественности вызвало дело, возбуждённое кадетом проф. Е. Ф. Будде за непочтительный отзыв Н. А. Ильяшенко в «Казанском Телеграфе» о его брошюре, в которой содержались феминистическая трактовка произведений русской классики и призыв к женщинам бороться за свои права, в том числе — на выбор любви (допускавший возможность открытия мужских публичных домов для дам). Процесс закончился осуждением Н. А. Ильяшенко за клевету к 40 дням тюремного заключения. Сам Н. А. Ильяшенко расценил это разбирательство как первый казанский процесс, возникший на почве «литературного произведения», а вставшие на его защиту казанские правые деятели (Н. Ф. Высоцкий, А. Е. Дубровский, Н. А. Засецкий, А. Т. Соловьёв и другие), как покушение на правую прессу, о чём они, в частности, писали в 1911 г. в телеграмме с просьбой о помиловании Н. А. Ильяшенко на имя министров юстиции и внутренних дел.

### Политическая и общественная деятельность
Несмотря на то, что за Н. А. Ильяшенко прочно закрепилась репутация черносотенца, достоверных сведений о его членстве в какой-либо из право-монархических организаций пока не обнаружено. В разное время он демонстрировал свои симпатии к различным организациям умеренно-монархической и консервативной направленности.
Так, в марте 1906 г. — во время избирательной кампании в Государственную Думу первого созыва — Н. А. Ильяшенко выступил в «Казанском Телеграфе» с призывом беречься кадетов и голосовать за кандидатов «Казанской Партии Манифеста 17 октября». Но, судя по общему тону его выступлений и направлению редакторской политики газеты, взгляды Н. А. Ильяшенко были в то время значительно правее умеренно-монархических.
Он неоднократно выступал за объединение всех местных правых сил, осознавая, что разобщённость в их рядах играют на руку противникам монархии. В июле 1910 г., когда перебранка между казанскими черносотенными лидерами А. Т. Соловьёвым и В. Ф. Залеским достигла в «Казанском Телеграфе» своего апогея, под очередным «Письмом в редакцию» был помещён редакторский постскриптум: «Дальнейшей полемике места не дадим, глубоко веруя, что ничего кроме вреда общему великому и святому делу она не принесёт».
После учреждения в январе 1910 г. «Всероссийского Национального Союза» Н. А. Ильяшенко активно поддержал курс «националистов», направляемых депутатом Государственной Думы третьего созыва от Казанской губернии Н. Д. Сазоновым (старшим братом министра иностранных дел С. Д. Сазонова) и чиновником департамента полиции МВД Б. П. Башинским, на организационно-политическое объединение местных черносотенцев и правых октябристов. Газета «Казанский Телеграф» была превращена Н. А. Ильяшенко в печатный рупор «националистов», а сам он в январе 1912 г. выступил одним из учредителей «Казанского Русского Национального Клуба» (КРНК), а также был избран одним из его старшин.
Поражение местных «националистов» на выборах в Государственную Думу четвёртого созыва поставило их организацию на грань распада. Предпринятые вскоре после выборов Н. А. Ильяшенко и его немногочисленными единомышленниками попытки реанимировать деятельность КРНК успехом не увенчались, и уже на рубеже 1912—1913 гг. он прекратил своё политическое существование.
В январе 1915 г. Н. А. Ильяшенко (вместе с временным редактором «Казанского Телеграфа» Н. А. Александровым) выступил одним из учредителей Казанского отдела «Всероссийского Филаретовского Общества Народного Образования», инициатива создания которого принадлежала В. М. Пуришкевичу.

### В годы войны
С началом Первой мировой войны Н. А. Ильяшенко занял радикальную национал-патриотическую позицию, активно выступая в «Казанском Телеграфе» с призывами самым решительным образом бороться с антивоенной пропагандой, ростом либеральных и революционных настроений, забастовками, спекуляцией, «немецким засильем» и еврейским влиянием на экономику.
Приветствуя назначение на пост министра внутренних дел А. Н. Хвостова, заявившего, что для него существует «один внутренних враг: это — тот, кто поднимает цену», Н. А. Ильяшенко писал о спекулянтах:
Надо применить к ним самые драконовские меры. Надо решительно и твёрдо заявить им, что впредь они будут подлежать военному суду, как враги и предатели отечества. Это пахнет уже виселицей, но что же делать!
Столь же резко он высказывался и о забастовщиках. В эти годы своей непримиримой позицией Н. А. Ильяшенко окончательно заслужил себе репутацию крайнего консерватора и «реакционера», возымевшую для него в дальнейшем отрицательные последствия.
Одновременно Н. А. Ильяшенко обращался к предложениями аналогичного свойства в различные властные инстанции. 5 (18) августа 1916 г. он указывал, в частности, председателю Казанского временного комитета по делам печати:
По моим наблюдениям, бумажный товар всецело в руках жидов, которые неистово спекулируют им, но всегда дают крупные льготы дружественной прогрессивной печати и учиняют всяческие прижимки правым, национальным газетам.
Н. А. Ильяшенко убеждал власти, что «если Правительству не удастся урегулировать цены на газетную бумагу и если оно не протянет руку помощи провинциальной правой прессе, то ещё до истечения этого года 95 % правых газет прекратит своё существование», и тогда победно «во всей России затрубят исключительно иерихонские трубы радикальной еврейской прессы».

## После февральской революции
Прогнозы Н. А. Ильяшенко в целом оправдались: в 1915—1916 гг. «Казанский Телеграф» в значительной мере утратил прежние позиции, а 11 марта 1917 под давлением революционных обстоятельств прекратил своё существование.
Чтобы сохранить издание в новых условиях, Н. А. Ильяшенко решил перепрофилировать его. С 12 марта 1917 в Казани начала выходить ежедневная «политическая, общественная, литературная и коммерческая» газета «Голос Казани» на русском языке либеральной направленности. Формально редактором нового издания являлся Ю.(Г.)С. Геркен, а издательницей — А. Г. Ильяшенко, реально же издание газеты направлял сам Н. А. Ильяшенко. Однако последнее обстоятельство оказалось определяющим в дальнейшей незавидной судьбе газеты. Уже в апреле 1917 г. 15 типографских наборщиков, припомнив в открытом обращении к Н. А. Ильяшенко его «погромную, черносотенную деятельность», отказались работать на «одного из врагов народа», после чего издание «Голоса Казани» прекратилось (всего известны 22 номера газеты).
Дальнейшая судьба Н. А. Ильяшенко документально не прослеживается.